# Cailey Fleming
Cailey Presley Fleming (Picayune,Misisipi, 25 de marzo de 2007) es una actriz estadounidense. Es conocida por su papel recurrente como Judith Grimes en la serie de televisión de drama y terror del canal AMC The Walking Dead (2018-2022) y Bea en Amigos imaginarios.

## Biografía
Fleming, a los 7 años, comenzó a actuar profesionalmente ganando notoriedad en Star Wars: Episodio VII - El despertar de la Fuerza, interpretando a una joven Rey. También es una filántropa y partidaria de LifeToday.Org, una organización que, hasta la fecha, ha construido más de 6200 pozos de agua en todo el mundo para llevar agua potable a los niños y sus familias en las comunidades pobres. Fleming comenzó a interpretar a Judith Grimes en The Walking Dead durante la novena temporada en un rol recurrente y ascendió a rol coprotagonista comenzando con la décima temporada. Con la llegada de la undécima temporada ascendió a rol protagonista.

## Filmografía

### Televisión
| Año       | Título                              | Rol           | Notas                                 |
| --------- | ----------------------------------- | ------------- | ------------------------------------- |
| 2015      | One Mississippi                     | Joven Tig     | Episodio: "Piloto"                    |
| 2016      | Memoir                              | Obee          | Corto televisivo                      |
| 2017      | Preacher                            | Susie         | Episodio: "The End of the Road"       |
| 2017      | Better Things                       | Sorrow        | Recurrente, 4 episodios (temporada 2) |
| 2018–2022 | The Walking Dead                    | Judith Grimes | 33 episodios                          |
| 2019      | Creepshow                           | Evie          | Episodio: "The House of the Head"     |
| 2021      | Loki                                | Sylvie(joven) | 1 episodio                            |
| 2024      | The Walking Dead: The Ones Who Live | Judith Grimes | Episodio: "The Last Time"             |

### Películas
| Año  | Título                                              | Personaje       |
| ---- | --------------------------------------------------- | --------------- |
| 2015 | Star Wars: Episodio VII - El despertar de la Fuerza | Rey (niña)      |
| 2016 | The Devil and the Deep Blue Sea                     | Millie (9 años) |
| 2017 | Armed Response                                      | Danielle        |
| 2017 | Desolation                                          | Grace           |
| 2018 | Supercon                                            | niña            |
| 2018 | Hover                                               | Greta Dunn      |
| 2018 | Peppermint                                          | Carly North     |
| 2019 | Star Wars: The Rise of Skywalker                    | Young Rey       |
| 2024 | IF                                                  | Bea             |